# Colin Morgan
 (juin 2019).
Si vous disposez d'ouvrages ou d'articles de référence ou si vous connaissez des sites web de qualité traitant du thème abordé ici, merci de compléter l'article en donnant les références utiles à sa vérifiabilité et en les liant à la section « Notes et références ».
Pour les articles homonymes, voir Morgan.

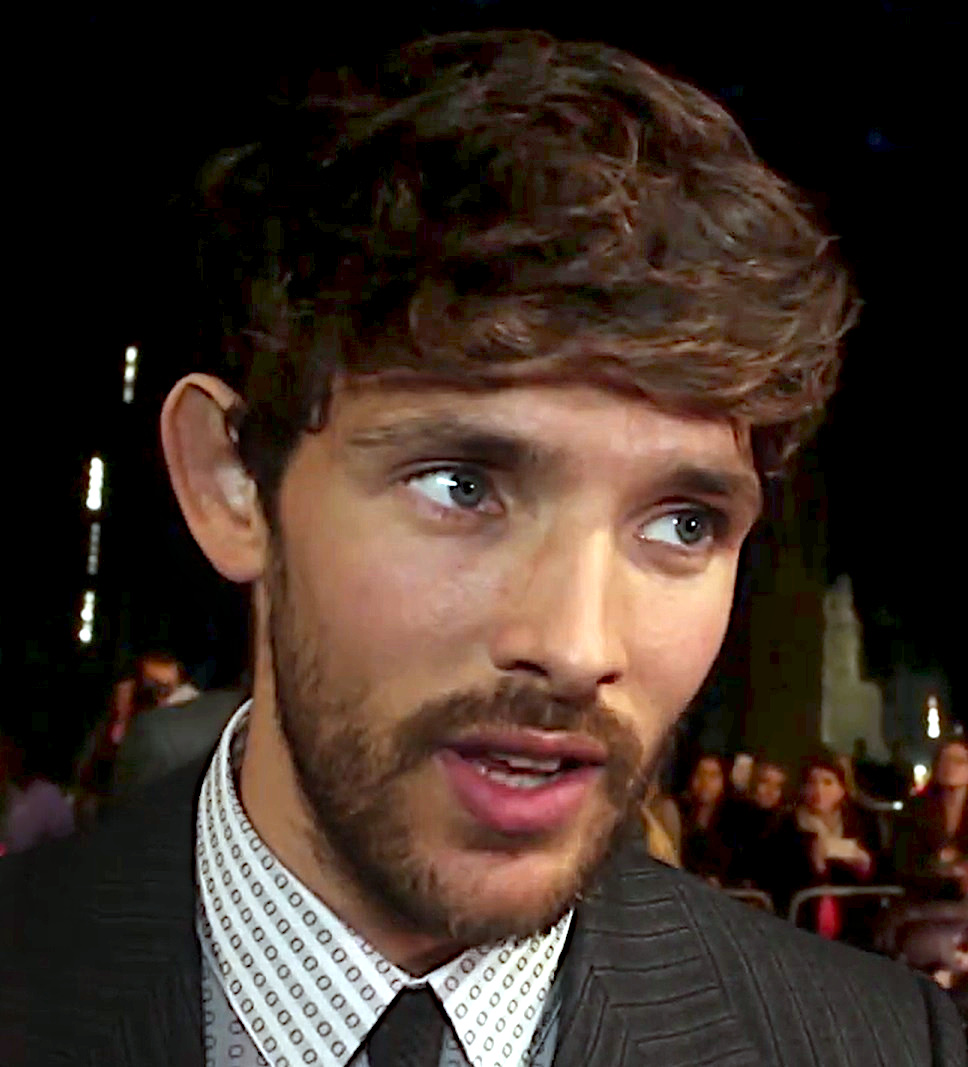
Morgan en 2014

Colin Morgan est un acteur britannique, né le 1er janvier 1986 à Armagh en Irlande du Nord.

## Biographie
Colin Morgan est le fils d'un peintre-décorateur et d'une mère infirmière. Il est particulièrement connu pour son rôle principal dans la série, Merlin qui a eu un succès mondial, et il est aussi connu dans la série britannique de la chaîne Channel 4 et produite par la chaîne américaine AMC, Humans.
Après l'obtention d'un diplôme national en Art du Spectacle et des études au Belfast Metropolitan College en 2004, il sort diplômé de l'Académie royale de musique et d'art dramatique d'Écosse à Glasgow en 2007, dans la même promotion que Richard Madden.

## Carrière
Alors qu'il n'avait pas encore achevé ses études au Conservatoire royal de Glasgow, Colin est choisi pour jouer le rôle principal de la pièce Vernon God Little à Londres. Ce rôle a été inclus dans son travail de fin d'études.
En 2008, iI obtient son premier rôle à la télévision, dans la série anglaise Doctor Who, puis il décroche le rôle éponyme dans la série Merlin produite et distribuée par la BBC. Il jouera ce personnage principal jusqu'en 2012.
Parallèlement à Merlin, il tourne dans deux films : Parked (en) en 2010, dans lequel il joue l'un des deux rôles principaux, puis Island, en 2010, dans lequel il joue l'un des deux rôles principaux.
En 2012, il décroche et joue le rôle du jeune journaliste Jimmy Minor dans la série irlandaise et britannique Quirke.
En 2013, il est sollicité par le célèbre Théâtre du Globe pour interpréter l'un des rôles principaux, celui d'Ariel, dans la pièce de Shakespeare, La Tempête.
De novembre 2013 à février 2014, il joue l'un des rôles principaux, celui de Skinny Luke, dans la pièce Mojo mise en scène par Jez Butterworth . La même année, il obtient le prix du meilleur rôle masculin à la cérémonie des National Television Awards pour son rôle principal dans Merlin.
Au cours de l'année 2014, il tourne dans les films Mémoires de Jeunesse et Legend, ainsi que dans la série britannique et nord-irlandaise The Fall. Dans la même année, il obtient l'un des rôles principaux, celui de Leo Elster, dans la série britannique et américaine Humans.
En 2015, il joue bénévolement le rôle principal du court métrage The Laughing King pour soutenir l'association CALM (Campaign Against Living Miserably) qui combat le suicide et la dépression masculine, puis joue le duc de Blackwood dans Le Chasseur et la Reine des glaces  de Cédric Nicolas-Troyan.
Toujours en 2015, il décroche et tourne le rôle principal de Paul Ashton dans le film de production britannique et française Waiting for You (en) aux côtés de l'actrice française Fanny Ardant. Il décroche et joue aussi le rôle principal dans la série britannique The Living And The Dead produite par la chaîne BBC One. La série est diffusée en 2016.
En 2018, il incarne Lord Alfred "Bosie" Douglas dans The Happy Prince de Rupert Everett. L'année suivante, il tourne dans Benjamin de Simon Amstell.
En 2021, il est présent dans le film de Kenneth Branagh : Belfast avec Jamie Dornan, Caitriona Balfe, Ciarán Hinds et Judi Dench.

## Filmographie

### Cinéma

#### Longs métrages
- 2010 : Parked de Darragh Byrne : Cathal O'Regan
- 2011 : Island de Brek Taylor et Elizabeth Mitchell : Calum
- 2014 : Mémoires de jeunesse (Testament of Youth) de James Kent : Victor Richardson
- 2015 : Legend de Brian Helgeland : Franck Shea
- 2016 : Le Chasseur et la Reine des Glaces (The Huntsman: Winter's War) de Cédric Nicolas-Troyan : le Duc de Blackwood
- 2016 : Waiting for You de Charles Garrad : Paul Ashton
- 2018 : The Happy Prince de Rupert Everett : Lord Alfred "Bosie" Douglas
- 2018 : The Coming of the Martians de Nick Scovell : George
- 2019 : Benjamin de Simon Amstell : Benjamin
- 2021 : Belfast de Kenneth Branagh : Billy Clanton
- 2022 : Corsage de Marie Kreutzer : George "Bay" Middleton
- 2023 : Dead Shot de Charles Guard, Thomas Guard : Michael O´ Hara

#### Court métrage
- 2016 : The Laughing King de Lindy Heymann : Jake

### Télévision

#### Séries télévisées
- 2007 : The Catherine Tate Show : John
- 2008 : Doctor Who : Jethro Cane
- 2008 - 2012 : Merlin : Merlin / Emrys
- 2014 : Quirke : Jimmy Minor
- 2014 : The Fall : Tom Anderson
- 2015 - 2018 : Humans : Leo Elster
- 2016 : The Living and the Dead : Nathan Appleby
- 2019 : The Crown : John Armstrong
- 2021 : Three Families : Jonathan Kennedy
- 2022 : Mammifères : Jeff
- 2024 : The boy that never was (L’ombre d’un fils) : Harry
- 2025 : Sandman (saison 2, episode 12) : Sexton Furnival

## Théâtre
- 2007 : Vernon God Little : Vernon, Young Vic Theatre, Londres
- 2007 : Tout sur ma mère : Esteban, Old Vic Theatre, Londres
- 2008 : A Prayer for My Daughter : Jimmy Rosario, Young Vic Theatre, Londres
- 2011 : Our Private Life : Carlos, Royal Court Theatre, Londres
- 2012 : The 24 Hour Musicals Celebrity Gala : Gary, Old Vic Theatre, Londres
- 2013 : La Tempête (The Tempest): Ariel, Globe Theatre, Londres
- 2013 - 2014 : Mojo : Skinny Luke, Harold Pinter Theatre, Londres
- 2015 : Step In Time, A Gala in Honour of Kevin Spacey : Théâtre Old Vic, Londres
- 2017 : Gloria, Hampstead Theatre, Londres
- 2018 : Translations : Owen, Royal National Theatre, Londres
- 2019 : Ils étaient tous mes fils (All My Sons) : Chris Keller, Théâtre Old Vic, Londres

## Ludographie
- 2012 : Merlin: The Game : Merlin

## Voix off

### Radio
- 2009 : Cry Babies : Roger (BBC Radio 4)
- 2014 : Good Omens : Newton Pulsifer (BBC Radio 4)
- 2016 : Autumn Journal : narrateur (BBC Radio 3)
- 2017 : Keeping in Touch : Tom (BBC Radio 4)
- 2017 : The Coming of the Martians : George
- 2018 : The Merchant of Venice (Le Marchand de Venise) : Bassanio (BBC Radio 3)
- 2018 :  Passengers List   : - (BBC radio 4)
- 2018 : Neil Gaiman’s Norse Mythology   : Loki (BBC Radio 4)

### Narration de documentaires
- 2012 : Titanic: A Commemoration in Music and Film
- 2014 : Addicts Symphony
- 2018 : The Chronicles of Mourne (4 épisodes)

## Voix francophones
En version française, plusieurs comédiens se succèdent pour doubler Colin Morgan.
Ainsi, si Brice Ournac lui prête sa voix à deux reprises dans Merlin et Legend, il est doublé à titre exceptionnel par les comédiens suivants : Adrien Larmande dans The Fall, Jean-Christophe Dollé dans Humans, Roman Kané dans Le Chasseur et la Reine des glaces, Taric Mehani dans The Crown, Thomas Roditi dans Mammifères (en), Matthias Billard dans The Killing Kind (en) et Pierre Lognay dans Dead Shot (en).